# VZ Cephei
 VZ Cephei är en förmörkelsevariabel av Algol-typ (EA) i stjärnbilden Cepheus..
Stjärnan varierar i visuell magnitud mellan 9,74 och 10,15. Den kräver kikare för att kunna observeras.